# UBB Polska

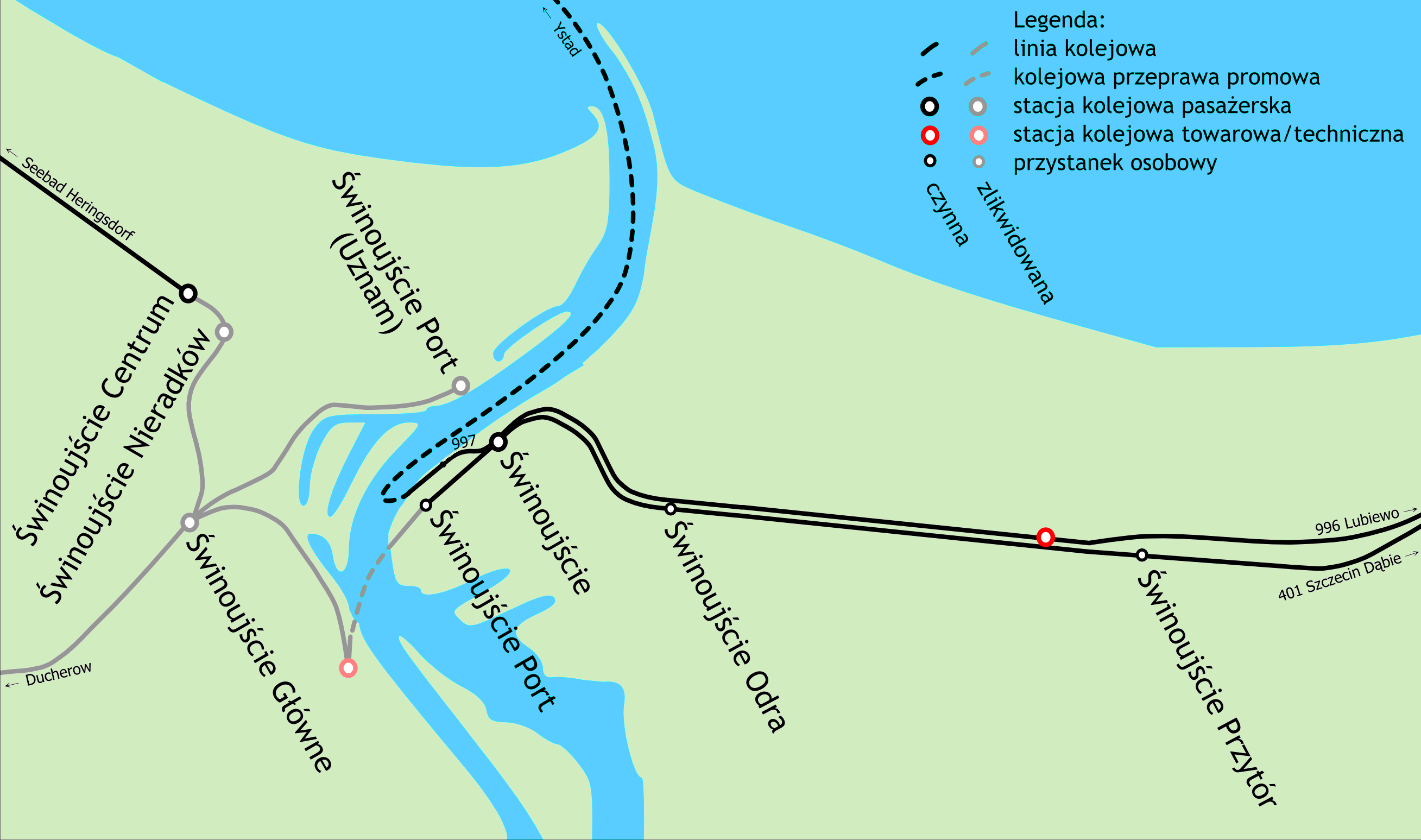
Sieć kolejowa PKP PLK, Terminal Promowy Świnoujście i UBB Polska w Świnoujściu

UBB Polska Sp. z o.o. – polski zarządca infrastruktury kolejowej.
Spółka jest własnością niemieckiego przedsiębiorstwa Usedomer Bäderbahn GmbH (UBB), które jest częścią koncernu Deutsche Bahn (DB).

## Działalność
Spółka powstała w 2008 r. jako wymóg wydania przez Urząd Transportu Kolejowego zgody na eksploatację polskiego odcinka linii, w celu przejęcia odpowiedzialności za funkcjonowanie UBB na terenie Polski zgodnie z miejscowym prawem.
Przedsiębiorstwo UBB Polska zarządza szlakiem kolejowym Świnoujście Centrum – Ahlbeck Granica Państwa o długości 1,4 kilometra. Stanowi on polski fragment linii kolejowej nr 6768 Ducherow – Seebad Heringsdorf.
Z infrastruktury spółki korzysta obecnie przewoźnik kolejowy UBB, który świadczy usługi transportowe na terenie niemieckiego kraju związkowego Meklemburgia-Pomorze Przednie oraz DB Regio, który w okresie maj-październik realizuje połączenia Berlin Zoologischer Garten – Świnoujście Centrum.

### Linie kolejowe UBB Polska
| Linia kolejowa         | Nazwa linii                                   |
| ---------------------- | --------------------------------------------- |
| Linia kolejowa nr 6768 | Świnoujście Centrum – Ahlbeck Granica Państwa |